# Nova Ploščica
Nova Plošćica falu Horvátországban Belovár-Bilogora megyében. Közigazgatásilag Velika Trnoviticához tartozik.

## Fekvése
Belovártól légvonalban 19, közúton 24 km-re délkeletre, községközpontjától 7 km-re északnyugatra, Mala Trnovitica és Stara Ploščica között a Csázma bal partján fekszik.

## Története
A falu a török kiűzése után a 17. század közepén keletkezett, amikor katolikus horvát lakossággal telepítették be. 1774-ben az első katonai felmérés térképén „Dorf Nova Ploschicza” néven szerepel. A Horvát határőrvidék részeként a Kőrösi ezredhez tartozott. Lipszky János 1808-ban Budán kiadott repertóriumában „Nova Ploschicza” a neve.  
Nagy Lajos 1829-ben kiadott művében „Nova Ploscicza” néven 90 házzal, 462 katolikus lakossal találjuk. A település 1809 és 1813 között francia uralom alatt állt.
A katonai közigazgatás megszüntetése után Magyar Királyságon belül Horvátország része, Belovár-Kőrös vármegye Garesnicai járásának része lett. A településnek 1857-ben 602, 1910-ben 1.076 lakosa volt. Lakói mezőgazdaságból, állattartásból éltek. 1918-ban az új szerb-horvát-szlovén állam, majd később Jugoszlávia része lett. 1941 és 1945 között a németbarát Független Horvát Államhoz, majd a háború után a szocialista Jugoszláviához tartozott. A háború után a fiatalok elvándorlása miatt lakossága folyamatosan csökkent. 1991-től a független Horvátország része. 1991-ben csaknem teljes lakossága horvát nemzetiségű volt. A délszláv háború idején mindvégig horvát kézen maradt. 1993 óta az önálló Ivanska község része, azelőtt Csázma községhez tartozott. 2011-ben a településnek 345 lakosa volt.

## Lakossága
| Lakosság változása | Lakosság változása | Lakosság változása | Lakosság változása | Lakosság változása | Lakosság változása | Lakosság változása | Lakosság változása | Lakosság változása | Lakosság változása | Lakosság változása | Lakosság változása | Lakosság változása | Lakosság változása | Lakosság változása | Lakosság változása |
| ------------------ | ------------------ | ------------------ | ------------------ | ------------------ | ------------------ | ------------------ | ------------------ | ------------------ | ------------------ | ------------------ | ------------------ | ------------------ | ------------------ | ------------------ | ------------------ |
| 1857               | 1869               | 1880               | 1890               | 1900               | 1910               | 1921               | 1931               | 1948               | 1953               | 1961               | 1971               | 1981               | 1991               | 2001               | 2011               |
| 602                | 628                | 637                | 910                | 938                | 1.076              | 994                | 1.121              | 829                | 805                | 759                | 586                | 526                | 465                | 424                | 345                |

(1910 és 1931 között Gornja Plošćica lakosságával együtt.)

## Nevezetességei
Jézus Legszentebb Vére tiszteletére szentelt modern római katolikus temploma a falu közepén, a főutca mentén áll.